# Неро, Франко
Фра́нко Не́ро (итал. Franco Nero, наст. имя Франческо Спаранеро (итал. Francesco Clemente Giuseppe Sparanero); род. 23 ноября 1941[…], Сан-Просперо-Пармензе, Эмилия-Романья) — итальянский актёр, получивший известность прежде всего благодаря картине «Джанго» в жанре спагетти-вестерн. Кроме того, в 1970-е во многих фильмах о полиции он сыграл роль прокурора. В ходе своей карьеры работал под руководством многих известных режиссёров.

## Жизнь и творчество
Франческо Спаранеро, сын полицейского, родился в Сан-Просперо-Пармензе, ныне часть города Парма, входящего в регион Эмилия-Романья. Детство его также прошло в Парме. Там он и открыл в юношеские годы своё пристрастие к театральной сцене и актёрскому искусству. Он организовывал представления в школе, во время службы в армии, руководил самодеятельным театром. 
Позже переехал в Милан, где начал изучать экономику. За обучение он платил, работая певцом в ночном клубе. Учёбу он так и не закончил. Позже Спаранеро работал бухгалтером в Милане, хотя основным его увлечением и дальше оставалось кино.
Во время посещения римской киностудии Чинечитта он встретился с режиссёрами Карло Лидзани, Антонио Пьетранджели и Джоном Хьюстоном, которые воодушевили в нём актёрские амбиции и позже предложили ему первые роли в кино. 
Однако дебютировал он в 1963 году в фильме Альфредо Джанетти La ragazza in prestito. Настоящим прорывом в 1966 году была его роль «холодного как лед и одинокого мстителя» Джанго в одноимённом фильме Серджо Корбуччи. Этот образ сделал его известным в международных масштабах; он получал все больше и больше предложений на участие в фильмах. Чтобы уйти из жанра спагетти-вестерна и стать признанным актёром, позже он также снимался в фантастических фильмах, драмах и комедиях.
... Мне пришлось сделать выбор. Я мог стать звездой и получать большие гонорары, или же мог все время менять роли, что сделало бы мою карьеру более интересной и более длинной.
The Globe and Mail, Торонто
12 ноября 1982 г. 
Отыграв роль Ланселота в киноверсии Бродвейского мюзикла «Камелот», Неро познакомился с Ванессой Редгрейв и был номинирован на получение награды «Золотой глобус» как лучший молодой исполнитель. 
В 1997 году Франко Неро сыграл Марио Домино в фильме Д. Грина «Крёстная мать». Фильм был снят по роману Линды Ла Планте «Прекрасная половина мафии». Кроме Неро, в этом фильме также снимались Редгрейв и Настасья Кински.
Франко Неро принадлежит к числу немногих актёров из западных стран, имевших право участвовать в разных престижных кинопроектах бывших коммунистических стран. Неро сыграл в фильмах Сергея Бондарчука «Мексика в огне» и «Я видел рождение нового мира», в основу которого была положена книга Джона Рида «Десять дней, которые потрясли мир», а также в сербском национально-эпическом фильме «Страхинья Банович». 
Кроме того, известной стала его роль террориста на Олимпийских играх 1972 года в Мюнхене в фильме «21 час в Мюнхене», а также роль мужа-садиста в драме «Попутчик: Начало».
Своим любимым режиссёром он многократно называл Энцо Дж. Кастеллари, с которым он снял фильмы «Il Cittadino si ribella», «Возвращение Кобры», «Джунгли Джанго», «Кеома» и «La polizia incrimina, la legge assolve!» — картину, получившую множество похвал. Неро стал легендарным благодаря инсценировке расстрела Муссолини в фильме «Муссолини — последние дни» режиссёра Карло Лиццани, с которым он снял и другие фильмы.
С 1967 по 1972 Неро работал с британской актрисой Ванессой Редгрейв. В декабре 2006 года они поженились. У них есть сын, Карло Габриэль Неро, родившийся в 1969 году.

## Избранная фильмография

### Кино
- 1962 — / Pelle viva — режиссёр: Джузеппе Фина
- 1963 — Маскарад в Скотланд-Ярде — режиссёр: Доменико Паолелла
- 1963 — Девушка напрокат / La ragazza in prestito — режиссёр: Альфредо Джанетти
- 1964 — Селестина / La Celestina P… R… — режиссёр: Карло Лиццани
- 1965 — Я её хорошо знал / Io la conoscevo bene — режиссёр: Антонио Пьетранджели
- 1965 — Библия / The Bible: In the Beginning… — режиссёр: Джон Хьюстон
- 1965 — Смертельные туманы / Планета обреченных / Во власти смертельного тумана / I diafanoidi vengono da Marte — режиссёр: Антонио Маргерити
- 1965 — Die Trampler / Die um Gnade winseln (Gli Uomini dal passo pesante) — режиссёр: Альберт Банд
- 1966 — Третий глаз / Il terzo occhio — режиссёр: Мино Гуэррини
- 1966 — Джанго / Django — режиссёр: Серджо Корбуччи
- 1966 — Кольт пропел о смерти и наступило время умирать / Tempo di massacro — режиссёр: Лучо Фульчи
- 1966 — Меня зовут Джон Харрис / Tecnica di un Omicidio — режиссёр: Франко Проспери
- 1967 — Камелот / Camelot — режиссёр: Джошуа Логан
- 1967 — Вместе с Джанго пришла смерть / L’uomo, l’orgoglio, la vendetta — режиссёр: Луиджи Баццони
- 1967 — Джанго, прощай! / Texas, addio — режиссёр: Фердинандо Бальди
- 1968 — Наемник / Il Mercenario — режиссёр: Серджо Корбуччи
- 1968 — День совы / Il Giorno della civetta — режиссёр: Дамиано Дамиани (в советском прокате «Сова появляется днём»)
- 1968 — Похищение человека / Sequestro di persona — режиссёр: Джанфранко Мингоцци
- 1968 — Тихое местечко за городом / Un tranquillo posto di campagna — режиссёр: Элио Петри
- 1969 — Битва на Неретве / Bitka na Neretvi — режиссёр: Велько Булайич
- 1969 — / Un detective — режиссёр: Ромоло Гуэрриери
- 1969 — Бог с нами / Dio è con noi — режиссёр: Джулиано Монтальдо
- 1970 — / The Virgin and the Gypsy — режиссёр: Кристофер Майлз
- 1970 — Тристана / Tristana — режиссёр: Луис Бунюэль
- 1970 — Напарники / ¡Vamos a matar, compañeros! — режиссёр: Серджо Корбуччи
- 1971 — Признание комиссара полиции прокурору республики / Confessione di un commissario di polizia al procuratore della repubblica — режиссёр: Дамиано Дамиани
- 1971 — Следствие закончено, забудьте / L’Istruttoria è chiusa: dimentichi — режиссёр: Дамиано Дамиани
- 1971 — / Giornata nera per l’ariete — режиссёр: Луиджи Баццони
- 1972 — / ¡Viva la muerte… tua! — режиссёр: Дуччо Тессари
- 1972 — Кровожадность / Грязные волки / Redneck — режиссёр: Сильвио Нариццано
- 1972 — Белый Клык / Zanna bianca — режиссёр: Лучо Фульчи
- 1972 — Песнь смерти и убийства / Los Amigos — режиссёр: Паоло Кавара
- 1972 — Монах и женщины / Le Moine — режиссёр: Adonis Kyrou
- 1972 — Папа Иоанн / Pope Joan — режиссёр: Майкл Андерсон
- 1973 — / La polizia incriminia, la legge assolve — режиссёр: Энцо Кастеллари
- 1973 — Месть каморры / I Guappi — режиссёр: Паскуале Скуитьери
- 1973 — Убийство Маттеоти / Il Delitto Matteotti — режиссёр: Флорестано Ванчини
- 1974 — Возвращение Белого Клыка / Il Ritorno di Zanna Bianca — режиссёр: Лучо Фульчи
- 1974 — Муссолини — Последние дни / Mussolini: Ultimo atto — режиссёр: Карло Лидзани
- 1974 — Почему убивают судей / Perché si uccide un Magistrato? — режиссёр: Дамиано Дамиани
- 1974 — Закон улиц / Il cittadino si ribella — режиссёр: Энцо Кастеллари
- 1975 — Уважаемые люди / Gente di rispetto — режиссёр: Луиджи Дзампа
- 1976 — Скандал / Scandalo — режиссёр: Сальваторе Сампери
- 1976 — / Cipolla colt — режиссёр: Энцо Кастеллари
- 1976 — Кеома /  — режиссёр: Энцо Кастеллари
- 1976 — Кудесники / Les Magiciens — режиссёр: Клод Шаброль
- 1976 — Триумфальный марш / Marcia trionfale — режиссёр: Марко Белоккио
- 1976 — Двадцать один час в Мюнхене / 21 Hours at Munich — режиссёр: Уильям Грэм
- 1977 — / Sahara Cross — режиссёр: Тонино Валери
- 1977 — Попутчик: Начало или кровавый автостоп / Autostop sangue rosso — режиссёр: Паскуале Феста Кампаниле
- 1978 — Ураган с Навароне / Force 10 from Navarone — режиссёр: Guy Hamilton
- 1979 — Инопланетяне / The Visitor — режиссёр: Джулио Парадизи — Иисус Христос
- 1979 — Джунгли Джанго /  — режиссёр: Энцо Дж. Кастеллари
- 1980 — День Кобры Il Giorno del Cobra — режиссёр: Энцо Дж. Кастеллари
- 1980 — Человек с лицом Богарта / The Man with Bogart’s Face — режиссёр: Роберт Дэй
- 1981 — Входит ниндзя / Enter the Ninja — режиссёр: Менахем Голан
- 1981 — Саламандра / The Salamander — режиссёр: Питер Циннер
- 1981 — Закон любви (другие названия фильма — Сокол, Банович Страхиня) / der Falke / Banovic Strahinja — режиссёр: Ватрослав Мимица
- 1982 — Керель / Querelle — режиссёр: Райнер Вернер Фассбиндер
- 1982 — Бандит с голубыми глазами / Il bandito dagli occhi azzurri — режиссёр: Альфредо Джанетти
- 1982 — Красные колокола. Фильм 1. Мексика в огне — режиссёр: Сергей Бондарчук
- 1982 — Красные колокола. Фильм 2. Я видел рождение нового мира — режиссёр: Сергей Бондарчук
- 1983 — Месть ниндзя / Revenge of the Ninja — режиссёр: Менахем Голан
- 1984 — / André schafft sie alle — режиссёр: Петер Фрацшер
- 1985 — / Il Pentito — режиссёр: Паскуале Скуитьери
- 1986 — / Ein gefährliches Mädchen — режиссёр: Арне Маттссон
- 1986 — / Tre giorni ai tropici — режиссёр: Томмазо Дацци
- 1986 — Милая страна / Γλυκειά πατρίδα — режиссёр: Михалис Какояннис
- 1987 — Возвращение Джанго / Django 2: il grande ritorno — режиссёр: Нелло Россати
- 1988 — / Run for Your Life — режиссёр: Теренс Янг
- 1988 — Высшая черта / Top Line — режиссёр: Нелло Россати
- 1988 — Мельницы богов / Windmills of the Gods — режиссёр: Ли Филипс
- 1989 — Магдалена /  — режиссёр: Моника Тойбер
- 1990 — Крепкий орешек 2 / Die Hard 2: Die Harder — режиссёр: Ренни Харлин
- 1991 — / Touch and Die — режиссёр: Пьернико Солинас
- 1993 — Гибель «Луконы» / Lucona — реж. Джек Голд[нем.] — Энцо Ломбардо
- 1993 — Золото / Oro — режиссёры: Фабио Бонци и Леонид Биц
- 1994 — Джонатан — друг медведей / Jonathan degli orsi — режиссёр: Энцо Кастеллари — Джонотан
- 1995 — Delphin Girl (The Dolphin Girl) — режиссёр: Филиппо Де Луиджи
- 1996 — Покорение / Honfoglalás  — режиссёр: Габор Кольтаи
- 1996 — / The Innocent Sleep — режиссёр: Scott Michell
- 1996 — / Il Tocco: la sfida — режиссёр: Энрико Колетти
- 1997 — Крестная мать / Bella Mafia — режиссёр: Дэвид Грин
- 1997 — Пустыня в огне /  — режиссёр: Энцо Дж. Кастеллари
- 1998 — Убийство Версаче / The Versace murder — режиссёр: Менахем Голан — Джанни Версаче
- 1998 — Разговор ангелов / Talk of Angels — режиссёр: Ник Хэмм
- 1999 — Бандиты / Li chiamarono… briganti! — режиссёр: Паскуале Скуитьери
- 2001 — Священная корона / Sacra Corona — режиссёр: Габор Кольтаи
- 2001 — Мегиддо — Конец мира / Megiddo: Omega Code 2- режиссёр: Brian Trenchard-Smith
- 2002 — 8-й смертный грех: тосканская карусель — режиссёр: Петер Патцак
- 2006 — Конец богов / L’inchiesta — режиссёр: Джулио Базе
- 2008 — Батори / Bathory — режиссёр: Юрай Якубиско
- 2010 — Письма к Джульетте / Letters to Juliet — режиссёр: Гари Виник
- 2010  — Распутин  / Rasputin —   режиссёр: Луис Неро
- 2012 — Джанго освобождённый / Django Unchained — режиссёр: Квентин Тарантино
- 2017 — Джон Уик 2 / John Wick: Chapter Two — режиссёр: Чад Стахелски
- 2019 — Дело Коллини / Der Fall Collini — режиссёр: Марко Кройцпайнтнер
- 2020  — Гаванская песнь / Havana Kyrie — режиссер: Паоло Консорти
- 2022 — Человек из Рима / The Man from Rome  — режиссёр: Серджио Доу
- 2022  — Человек, который нарисовал Бога  /  L'uomo che disegnò Dio —   режиссёр: Франко Неро
- 2023 — Экзорцист Ватикана / The Pope's Exorcist /  —  режиссёр:  Джулиус Эйвери — Папа Римский

### Телевидение
- 1975: The Legend of Valentino
- 1976: Die 21 Stunden von München (21 Hours at Munich) — режиссёр: William A. Graham
- 1978: Пират (The Pirate) — режиссёр: Ken Annakin
- 1981: Розы из Данцига (Le Rose di Danzica)
- 1983: Вагнер (многосерийный фильм)
- 1983: Banetov Strahinja (сербский фильм)
- 1984: Последние дни Помпеи (1984) |  (The Last Days of Pompeii)
- 1984: Die Försterbuben — режиссёр: Peter Patzak
- 1985: Автостопщик (The Hitchhiker) — эпизод Murderous Feelings, режиссёр: Май Сеттерлинг
- 1985: Крик пеликана / Тайна чёрного танкера (Un marinaio e mezzo) — режиссёр: Томмазо Дацци
- 1988: В тени богов (Windmills of the Gods) — режиссёр: Ли Филипс
- 1990: Голубая кровь (многосерийный фильм)
- 1991: Молодая Екатерина (Young Catherine) — режиссёр: Michael Anderson
- 1993: Вавилонский заговор — режиссёр: Peter Patzak
- 1994: Кольцо дракона (Desideria e l’anello del drago) — режиссёр: Ламберто Бава
- 1996: Возвращение Сандокана (Il Ritorno di Sandokan) — режиссёр: Энцо Дж. Кастеллари
- 1997: Принцесса Амина (Deserto di fuoco) — режиссёр: Энцо Дж. Кастеллари
- 1997: Библия – Давид (David) — режиссёр: Роберт Марковиц
- 2000: Библия – Павел (San Paolo) — режиссёр: Роджер Янг
- 2001: Рыцари Тевтонского ордена (Crociati) (телевизионный фильм)
- 2002: Любовь, ложь и страсти
- 2003: Сердце без короны — режиссёр: Peter Patzak
- 2005: Rosamunde Pilcher: Zauber der Liebe (Summer Solstice)
- 2008: Моё сердце в Чили
- 2009: Святой Августин (Sant'Agostino) — режиссёр: Кристиан Дюгей

## Награды
- 1992 — Командор ордена «За заслуги перед Итальянской Республикой»[8]
- 1993 — Международный кинофестиваль Art Film Fest в Тренчанских Теплицах, Приз Миссия актёра
- 2008 — DIVA — Включение в Зал славы[9]
- 2017 — Приз за вклад в мировой кинематограф (Московский международный кинофестиваль)[10]